# Бекон у шоколаді

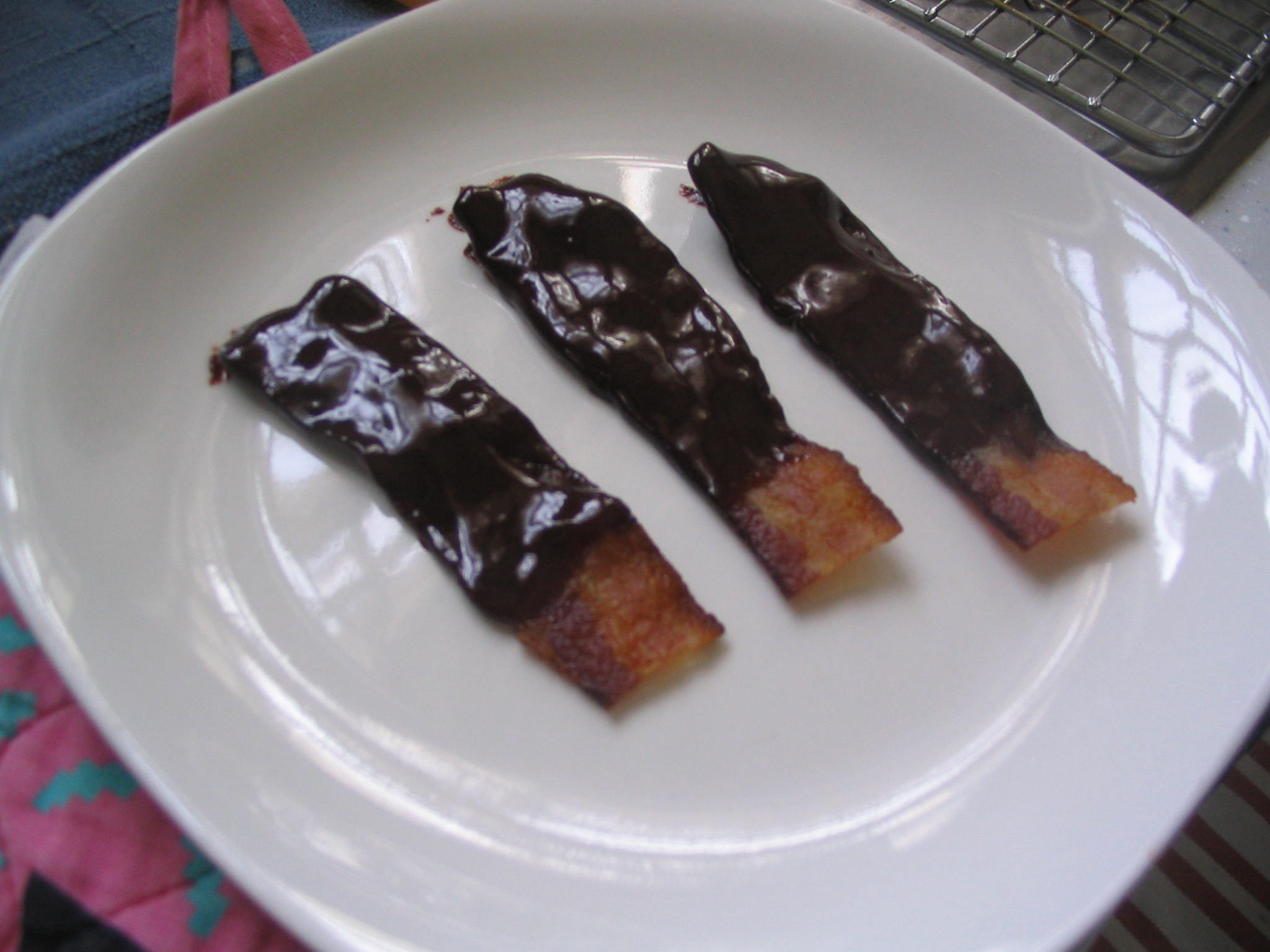
Бекон у шоколадній глазурі

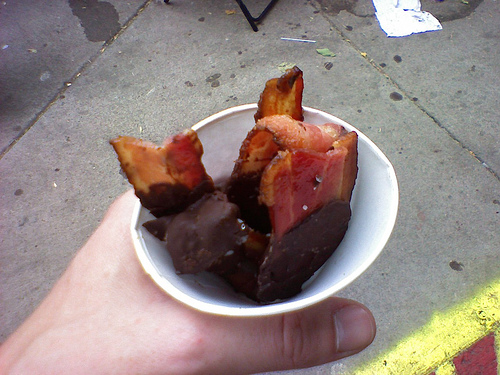
Бекон у шоколадній глазурі на ярмарку штату Міннесота в 2008

Бекон у шоколаді — американська кулінарна страва, що складається із смаженого бекону, вкритого шаром шоколаду. До страви може додаватися морська сіль, перемелені фісташки або мигдаль. Страва стала досить популярною на початку 21 століття, та неодноразово з'являлася у кулінарних телевезійних передачах. Вона часто подається на ярмарках, де зазвичай шоколадна глазур для обмакування бекону подається окремо.

## Поширення
Бекон у шоколаді зараз продається як екзотична страва у багатьох місцях США. Одним з перших його стали подавати на ярмарку штату Міннесота під назваю Pig Lickers («свинячі льодяники»), під тою ж назвою він продається в парку розваг «Santa Cruz Boardwalk» у Каліфорнія і в Нью-Йорку під назвою Pig Candy («свинячі солодощі»). Страва також з'являлася в телепрограмі «Dinner: Impossible», де вона подавалася в рамках «місії» перетворення страв, що продаються на набережній Вілдвуда (Нью-Джерсі), у делікатеси.
Батончик із бекону в шоколаді продається чиказькою компанію дорогих шоколадних виробів «Vosges Haut-Chocolate» під назвою «Mo's Bacon Bar» («беконовий батончик Мо»). Батончик містить копчений бекон, копчену сіль та молочний шоколад. Коли компанія вперше привезла ці батончики до Лондону, вони були розкуплені в перший же день.
Бекон у шоколаді отримав дуже різноманітні відгуки, так один британський журналіст написав «Це найгірша страва, що я їв, вона нагадує шоколад, який дістали з повної попільнички». З іншого боку, коли шоколад з'явився на ярмарку штату Флорида в 2009 році, один журналіст назвав страву «найкращою з часів смаженої пепсі-коли». Процес виготовлення був знятий на відео та опублікований на сайті «Time Magazine»

## Приготування та варіанти

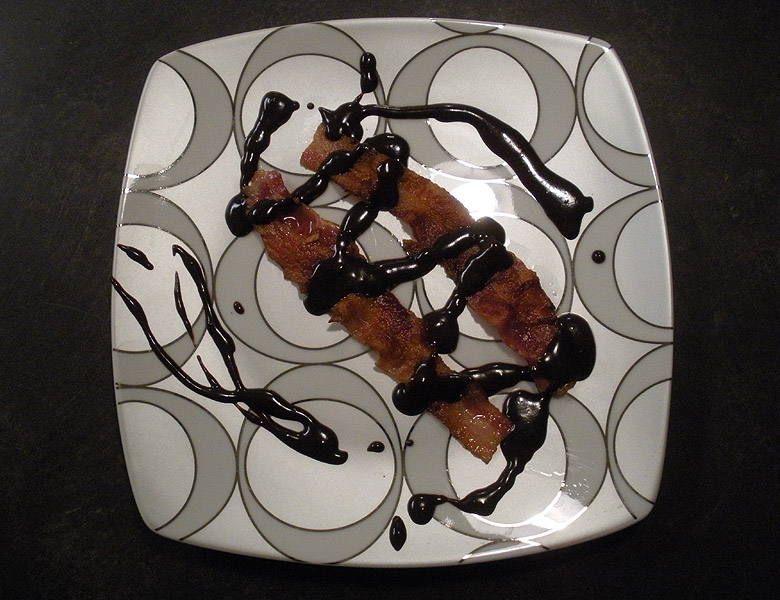
Бекон, политий шоколадом.

Зазвичай для страви використовується традиційний копчений нарізаний смужками бекон. Спочатку його обсмажюють, потім занурюють у розплавлений шоколад, а потім остужують і додають додаткові прикраси. В одному з варіантів бекон занурюють лише частково, залишаючи частину не вкритою шоколадом.
Іншими із запропонованих варіантів також були кубики з шоколадного бекону, засновані на рецепті «солодощів з бекону та збитих вершків», опублікованому в New York Times, та бекон з коричневим цукром, що використовується для прикрашення мартіні.